# PXE
PXE (англ. Preboot eXecution Environment, произносится пикси) — среда для загрузки компьютера с помощью сетевой карты без использования локальных носителей данных (жёсткого диска, USB-накопителя и т. п.). Для организации загрузки системы в PXE используются протоколы IP, UDP, BOOTP и TFTP.
PXE-код, обычно находящийся в ПЗУ сетевой карты, получает из сети по протоколу TFTP (получив адрес TFTP-сервера по BOOTP) исполняемый файл, после чего передаёт ему управление.
Спецификация PXE ограничивает размер загрузчика 32 килобайтами, поэтому иногда используется двухстадийная загрузка, когда первый загрузчик получает и запускает вторичный, который уже получает и запускает образ операционной системы.
Одна из реализаций загружаемого по PXE файла — pxelinux из комплекта программ Syslinux. pxelinux умеет показывать пользователю меню, похожее на меню syslinux, а также загружать по сети и передавать управление ядру Linux и программам, имеющим идентичный формат загрузки (например, Memtest86).
Для Windows-систем существует специально разработанная сборка, демонстрирующая возможности загрузки и передачи управления не только Linux-ядру, но и образам ISO-дисков BartPE, которые являются прототипами ядра Windows: Tauru$ PXE Environment v1.0